# FIA GT1 World Championship
FIA GT1 World Championship – światowa seria wyścigów GT, powstała z inicjatywy Stéphane Ratel Organisation i Fédération Internationale de l'Automobile jako mistrzostwa świata wyścigów Grand tourer. W tych mistrzostwach uczestniczyła, w przeciwieństwie do FIA GT Championship, jedna kategoria pojazdów GT1, a w sezonie 2012 GT3. W trakcie weekendu GT1 odbywały się kwalifikacje, wyścig główny trwający 1 godzinę.

## Historia
W 2010 roku seria powstała na gruzach FIA GT Championship w wyniku separacji klas GT1 i GT2. Do 2012 roku w tych mistrzostwach rywalizowały samochody GT1, lecz od sezonu 2012 samochody GT3. W 2013 roku ta seria została zastąpiona przez serię FIA GT Series.

## Zwycięzcy sezonów FIA GT1 World Championship
| Sezon | Kierowcy                         | Zespół                          |
| ----- | -------------------------------- | ------------------------------- |
| 2010  | Michael Bartels Andrea Bertolini | Vitaphone Racing Team           |
| 2011  | Lucas Luhr Michael Krumm         | Hexis AMR                       |
| 2012  | Marc Basseng Markus Winkelhock   | All-Inkl.com Münnich Motorsport |